# Oberroth
Ne doit pas être confondu avec Oberrot.
Oberroth est une commune de Bavière (Allemagne), située dans l'arrondissement de Neu-Ulm, dans le district de Souabe.